# Juchnowicze (stacja kolejowa)
Juchnowicze (biał. Юхнавічы; ros. Юхновичи) – stacja kolejowa w pobliżu miejscowości Juchnowicze, w rejonie janowskim, w obwodzie brzeskim, na Białorusi. Leży na linii Homel - Łuniniec - Żabinka.
Stacja istniała przed II wojną światową. Nosiła wówczas tę samą nazwę.